# Jean-Francois Gatelier
Jean-François Gatelier est un homme politique belge élu député fédéral belge sous l'étiquette Les Engagés.

## Enfance et formation
Jean-François Gatelier, issu d'une famille ardenaise, est originaire de Bruxelles. Il suit des études d'humanités à Notre-Dame de Basse-Wavre avant de rejoindre brièvement l'École Royale des Cadets, puis d'entamer des études de médecine,.

## Carrière politique
Jean-François Gatelier est le bourgmestre de Sivry-Rance pour la Province de Hainaut de Belgique depuis 2006, une petite commune rurale comptant environ 5 000 habitants,,,.
Il se présente aux élections fédérales de juin 2024 sous l'étiquette Les Engagés. Il est de fait élu le 9 juin 2024 avec 6.317 voix de préférence,,,. Il est par ailleurs la troisième tête des Engagés,.